# Galatasaray Spor Kulübü 2003-2004
Questa voce raccoglie le informazioni riguardanti il Galatasaray Spor Kulübü nelle competizioni ufficiali della stagione 2003-2004.

## Avvenimenti
Anche per questa stagione Fatih Terim rimane l'allenatore del Galatasaray. Questa è una tra le peggiori stagioni della storia della società giallorossa. Il Galatasaray arriva al 6º posto in campionato, quarto peggior piazzamento della storia: il club non scendeva sotto la quinta posizione dal 1982, quando giunse undicesimo. In Coppa di Turchia supera per 4-1 il Türk Telekomspor ma viene eliminato al secondo turno in casa dal Çaykur Rizespor con un pesante 0-5.
La stagione non migliora in Europa: in Champions la società turca elimina il CSKA Sofia (6-0) raggiungendo la fase a gironi dove, inserita nel raggruppamento D comprendente Juventus, Real Sociedad e Olympiacos, raggiunge il terzo posto retrocedendo in Coppa UEFA. Un'altra squadra spagnola, l'inesperto Villarreal (alla seconda partecipazione alla competizione, fino a questo momento ha giocato solo 4 campionati spagnoli) estromette il Galatasaray dal torneo vincendo nettamente in Spagna con il punteggio di 3-0 (2-2 ad Istanbul).

## Organico 2003-2004

### Rosa
| N. |                                 | Ruolo | Calciatore      |
| -- | ------------------------------- | ----- | --------------- |
| 1  | Colombia (bandiera)             | P     | Faryd Mondragón |
| 2  | Turchia (bandiera)              | D     | Ömer Erdoğan    |
| 3  | Turchia (bandiera)              | D     | Bülent Korkmaz  |
| 4  | Turchia (bandiera)              | C     | Orhan Ak        |
| 6  | Turchia (bandiera)              | A     | Arif Erdem      |
| 7  | Turchia (bandiera)              | A     | Berkant Göktan  |
| 8  | Brasile (bandiera)              | C     | João Batista    |
| 9  | Turchia (bandiera)              | A     | Ümit Karan      |
| 10 | Turchia (bandiera)              | A     | Hakan Şükür     |
| 11 | Turchia (bandiera)              | C     | Hasan Şaş       |
| 12 | Turchia (bandiera)              | P     | Aykut Erçetin   |
| 14 | Bosnia ed Erzegovina (bandiera) | A     | Elvir Baljić    |
| 15 | Romania (bandiera)              | A     | Florin Bratu    |
| 18 | Turchia (bandiera)              | C     | Ayhan Akman     |

| N. |                    | Ruolo | Calciatore       |  |
| -- | ------------------ | ----- | ---------------- |  |
| 19 | Turchia (bandiera) | D     | Cihan Haspolatlı |  |
| 20 | Turchia (bandiera) | c     | Volkan Arslan    |  |
| 22 | Turchia (bandiera) | C     | Abdullah Ercan   |  |
| 23 | Turchia (bandiera) | D     | Suat Usta        |  |
| 24 | Romania (bandiera) | C     | Ovidiu Petre     |  |
| 25 | Turchia (bandiera) | A     | Necati Ateş      |  |
| 29 | Turchia (bandiera) | C     | Mülayim Erdem    |  |
| 30 | Turchia (bandiera) | C     | Sedat Debreli    |  |
| 33 | Turchia (bandiera) | C     | Murat Erdoğan    |  |
| 35 | Turchia (bandiera) | C     | Emrah Umut       |  |
| 55 | Turchia (bandiera) | D     | Sabri Sarıoğlu   |  |
| 57 | Turchia (bandiera) | D     | Hakan Ünsal      |  |
| 67 | Turchia (bandiera) | C     | Ergün Penbe      |  |